# 第十五章：信徒
〈第十五章：信徒〉（英語：Chapter 15: The Believer）是美國太空歌劇網路電視劇《曼達洛人》第二季的第七集，本集由瑞克·法穆易瓦編劇並執導，於2020年12月11日在Disney+上線。佩德羅·帕斯卡領銜出演男主角曼達洛人，他是一名孤獨的槍手和賞金獵人，為救回格羅古，他與米格斯·梅菲爾德潛入帝國的一個秘密採礦樞紐，從內部終端獲得星區長吉迪恩乘坐的巡洋艦坐標。

## 劇情
為幫助曼達洛人獲得星區長吉迪恩乘坐的巡洋艦坐標，新共和國的執法官卡拉·鄧恩從監獄中帶出米格斯·梅菲爾德。梅菲爾德解釋稱，需要利用帝國內部終端獲得坐標，於是曼達洛人、梅菲爾德、鄧恩、波巴·費特和芬尼克·尚德來到莫拉克（Morak）星球。帝國的一個秘密採集賴登素（Rhydonium）的採礦樞紐隱藏在這個星球。眾人到達之後，由於其他人已經被帝國的安全系統標記，只得由曼達洛人陪同梅菲爾德潛入採礦樞紐。因為曼達洛人不願摘下頭盔露面，眾人聯合劫持一艘運輸車，曼達洛人和梅菲爾德裝扮成車上的兩名風暴兵。他們在運輸性能活躍、容易爆炸的賴登素貨物途中遭遇大批劫匪，曼達洛人擊殺多名匪徒。最後他們在兩架帝國鈦戰機的火力援助下，成功將貨物送至樞紐。
梅菲爾德發現聯絡終端在軍官的餐廳內，同時他認出這裡的軍官中有自己曾經的上級瓦蘭·海斯（Valin Hess）。他擔心自己被認出，因此只得由曼達洛人前去完成終端操作。曼達洛人使用聯絡終端時需要露面才能獲得坐標，他只得摘下頭盔，經過面部掃描，成功獲得坐標。曼達洛人遲緩的操縱引起海斯的懷疑，梅菲爾德進來幫他蒙混過關。海斯為獎勵兩人成功送達貨物，邀請他們一起喝酒。聊天中海斯對在「煤渣行動」（Operation: Cinder）中死亡的數千士兵漠不關心，梅菲爾德對此心生不滿，拔槍將他擊殺。兩人在鄧恩和尚德的火力掩護下，逃離餐廳，爬上樓頂，登上費特駕駛的飛船「奴隸一號」離開據點。梅菲爾德離開前擊中貨車內的賴登素，炸毀採礦樞紐。波巴·費特使用地震電荷（Seismic Charge）擊毀緊追其後的兩架鈦戰機。鄧恩為感謝梅菲爾德的幫助，假稱他在執行任務中犧牲，將他釋放。曼達洛人通過坐標聯絡星區長吉迪恩，告知他格羅古對自己的重要程度遠超他的想象。

## 製作

### 開發
本集由瑞克·法穆易瓦編劇並執導。

### 選角
比爾·伯爾、吉娜·卡拉諾、特穆拉·莫里森、溫明娜和吉安卡洛·伊坡托回歸出演各自角色。凱蒂·奧布萊恩（Katy O'Brian）回歸出演星區長吉迪恩手下的通訊官。
此外，布倫丹·韋恩（Brendan Wayne）、巴里·洛文（Barry Lowin）和拉夫·克羅德是佩德羅·帕斯卡的特技替身演員。本集是《曼達洛人》中首次全集沒有出現格羅古。

### 音樂
《曼達洛人》第二季的音樂原聲帶由魯德溫·葛瑞森作曲，第二輯數位版於2020年12月18日發行，包括第二季後四集原創音樂。

## 迴響
〈第十五章：信徒〉得到整體好評。在影視匯總媒體點評網站爛番茄上，本集獲得82%的新鮮度，7.9/10分（11位劇評人）。

## 備註
1. ↑  「煤渣行動」是帝國的一項軍事行動，參見《星際大戰：戰場前線II》。

## 資料來源
1. ↑  Griwkowsky, Fish. . edmontonjournal.   [2020-12-12]. （原始内容存档于2021-03-16） （加拿大英语）.
2. 1 2  Dumaraog, Ana. . Screen Rant. 2020-12-11  [2020-12-11]. （原始内容存档于2020-12-19） （美国英语）.
3. ↑  Miller, Liz Shannon. . Vulture. 2019-12-09  [2019-12-09]. （原始内容存档于2019-12-09） （美国英语）.
4. ↑  Burlingame, Jon. . Variety. 2020-10-30  [2020-10-31]. （原始内容存档于2020-10-31） （美国英语）.
5. ↑  . Apple Music. Apple Inc. 2020-12-18  [2020-12-18]. （原始内容存档于2020-12-18） （美国英语）.
6. ↑  . Rotten Tomatoes. Fandango Media.   [2020-12-12]. （原始内容存档于2020-12-19）.

## 外部連結
- 官方网站
- 互联网电影数据库（IMDb）上《第十五章：信徒》的资料（英文）
- Wookieepedia上的相关条目：〈第十五章：信徒〉